# Palais Debbané
Le palais Debbané (en arabe : قصر دبانة), également désigné sous les appellations Qasr Debbané, Dar Ali Agha al-Hammud ou Dar Debbané, est un musée privé et une demeure seigneuriale de style arabo-ottoman située à Sidon, au Liban. 
L'édifice est érigé en 1721 comme résidence privée par Ali Agha al-Hammud, notable sidonien issu d'une lignée séculaire de bâtisseurs. La conception architecturale s'articule autour d'une cour centrale dépourvue d'ouvertures au niveau de la rue, dispositif destiné à préserver l'intimité de ses occupants. Seule subsiste la zone de réception ou selamlik parmi les ailes d'origine du palais ; cet espace se distingue par une fontaine intérieure, des mosaïques polychromes d'une grande sophistication, des ornements en muqarnas et des plafonds sculptés en cèdre du Liban.
L'édifice change de propriétaires et de vocation à la suite du déclin de l'influence politique et de la fortune des Hammud. En 1859, Asin Khlat Debbané, épouse d'un riche sériciculteur et négociant en soie, fait l'acquisition de la partie occidentale de la demeure, incluant le selamlik. La résidence prend dès lors le nom de Qasr Debbané ou palais Debbané et demeure la propriété familiale des Debbané jusqu'aux premières années de la guerre civile libanaise, en 1976. Durant le conflit, le palais subit des dommages considérables et fait l'objet de pillages. À l'issue des hostilités, l'édifice bénéficie d'une restauration complète et se trouve reconverti en musée privé.

## Histoire

### Contexte historique
Au XVe siècle, sous le règne du sultan Mehmed II, les Ottomans mettent en place le système de fermage fiscal appelé Iltizam. Ce dispositif confie à un mültezim la collecte des revenus d'un mukataa, une parcelle de terre appartenant à la couronne ottomane. La durée des contrats d'Iltizam varie généralement d'une à douze années. En 1695, ce système est remplacé par le Malikâne, qui accorde des contrats de fermage fiscal à vie, avec la possibilité pour le fermier de transmettre ce droit à un héritier, sous réserve de l'approbation du Trésor impérial. Dans les deux systèmes, les droits de perception des revenus sont attribués au plus offrant, qui conserve les bénéfices après avoir reversé la part due à la Sublime Porte, le gouvernement central ottoman. Une classe de notables locaux, les aʿyan, émerge alors comme principaux détenteurs de ces droits fiscaux. Ces notables se montrent plus efficaces que les gouverneurs du système timar antérieur pour acheminer les recettes vers la Porte. Leur enracinement local leur confère une connaissance approfondie des enjeux politiques régionaux ainsi qu'un intérêt direct dans la prospérité de leur territoire.

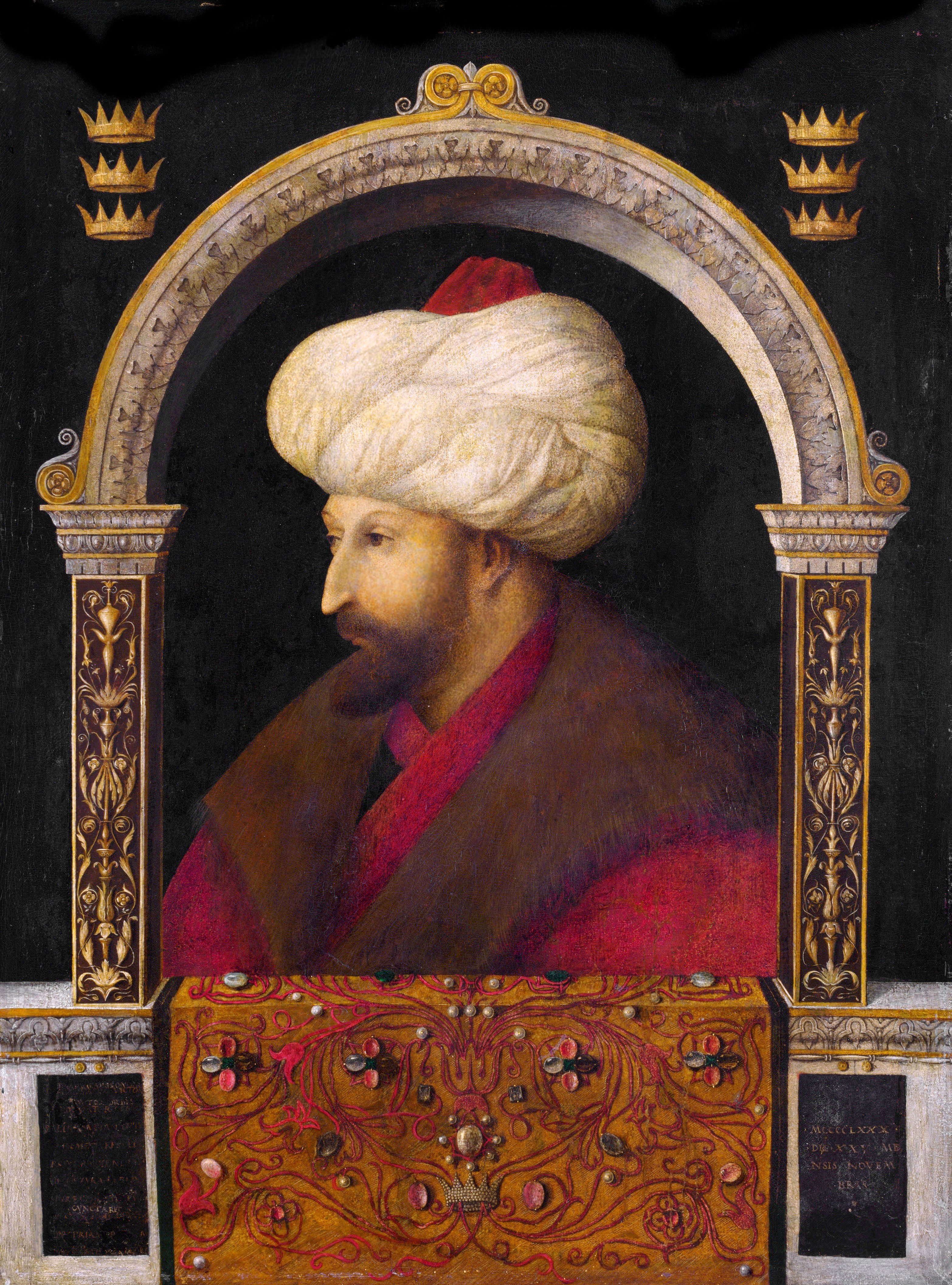
Portrait de Mehmed II par Gentile Bellini, 1480.

Les aʿyan Hammud s'installent à Sidon (également appelée Saida) entre le XVIe siècle et le XVIIe siècle et deviennent collecteurs d'impôts de la ville dès le début du XVIIIe siècle. Ils bénéficient de la réforme fiscale de 1695, qui leur accorde des contrats Malikâne à vie, renforçant ainsi leur pouvoir politique et leur richesse. Avant l'« ère des aʿyan », le développement urbain était principalement l'apanage des fonctionnaires ottomans non locaux. Les Hammud se distinguent parmi les notables de Sidon en soutenant d'importants projets d'urbanisme, incluant la construction de résidences privées imposantes, de mosquées, de hammams publics, de khans (caravansérails) et d'écoles. Mustafa Katkhuda, notable Hammud de la première moitié du XVIIe siècle, est le premier à laisser des traces architecturales tangibles de l'engagement de sa famille dans le développement urbain. Il fait édifier la mosquée Kikhiya de Sidon entre 1634 et 1645. Au début du XVIIIe siècle, Mustafa Agha al-Hammud est le premier membre de la famille mentionné dans les sources écrites. Bâtisseur prolifique, il commande notamment le Hammam al-Jadid (le « Nouveau Hammam ») et l'agrandissement de la mosquée Bahri. L'activité architecturale de la famille se poursuit avec Ali Agha al-Hammud, fils de Mustafa, qui devient fermier des impôts de Sidon vers la fin des années 1710 et occupe cette fonction jusqu'environ 1735. Ali, à l'instar de son père, est également administrateur d'un waqf (fondation pieuse). Par ailleurs, lui et son frère Othman commandent des troupes de janissaires au service du wali de Sidon. Ali Agha fait construire deux des résidences privées les plus prestigieuses de la ville, témoignant de sa richesse, et finance également des équipements publics tels que le Khan al-Hummus et le Hammam al-Ward (le « Hammam de la Rose »).

### Histoire du palais
Construit en 1721 par Ali Agha al-Hammud dans la partie orientale de la médina de Sidon,, Dar Ali Agha al-Hammud prend pour origine une tour de guet, la Burj ʿAli (en arabe : برج علي, « Tour d'Ali »), qu'il commande et qui se situe près de la porte de Beyrouth (Bab Beyrouth). Cette tour devient le cœur de sa résidence privée, qu'il agrandit ensuite en intégrant la structure initiale dans un ensemble domestique plus vaste. Une inscription murale, datée de 1730-1731 (1143 de l'Hégire) et placée au-dessus de la porte de la qaʿa (salle d'accueil), confirme qu'Ali al-Hammud est le mécène de cette demeure. À la fin des années 1730, Ahmad al-Hammud succède à son père dans ses fonctions publiques. Il fait face à de nombreux litiges et difficultés financières, ainsi qu'à des relations conflictuelles avec le gouverneur ottoman de Sidon. Parmi les accusations portées contre lui figure la vente de biens waqf à des intérêts français. En 1739, Ahmad est nommé mutassallim, c'est-à-dire gouverneur adjoint de Sidon, mais il perd progressivement son influence politique et ses sources de revenus avec l'ascension de Zahir al-Umar, chef local et fermier des impôts basé à Acre. À la mort d'Ahmad, l'activité de développement urbain de la famille Hammud s'interrompt. Après la perte d'influence des Hammud, leur palais familial est transformé en siège d'une administration ottomane. Les archives municipales de 1871 qualifient la demeure de saray, terme qui désigne un siège gouvernemental, tandis qu'en 1901, elle est mentionnée sous le nom de Dar al-Hukuma al-Qadima (Ancien siège du gouvernement). Ces appellations témoignent de son usage comme bâtiment administratif local sous l'autorité ottomane.

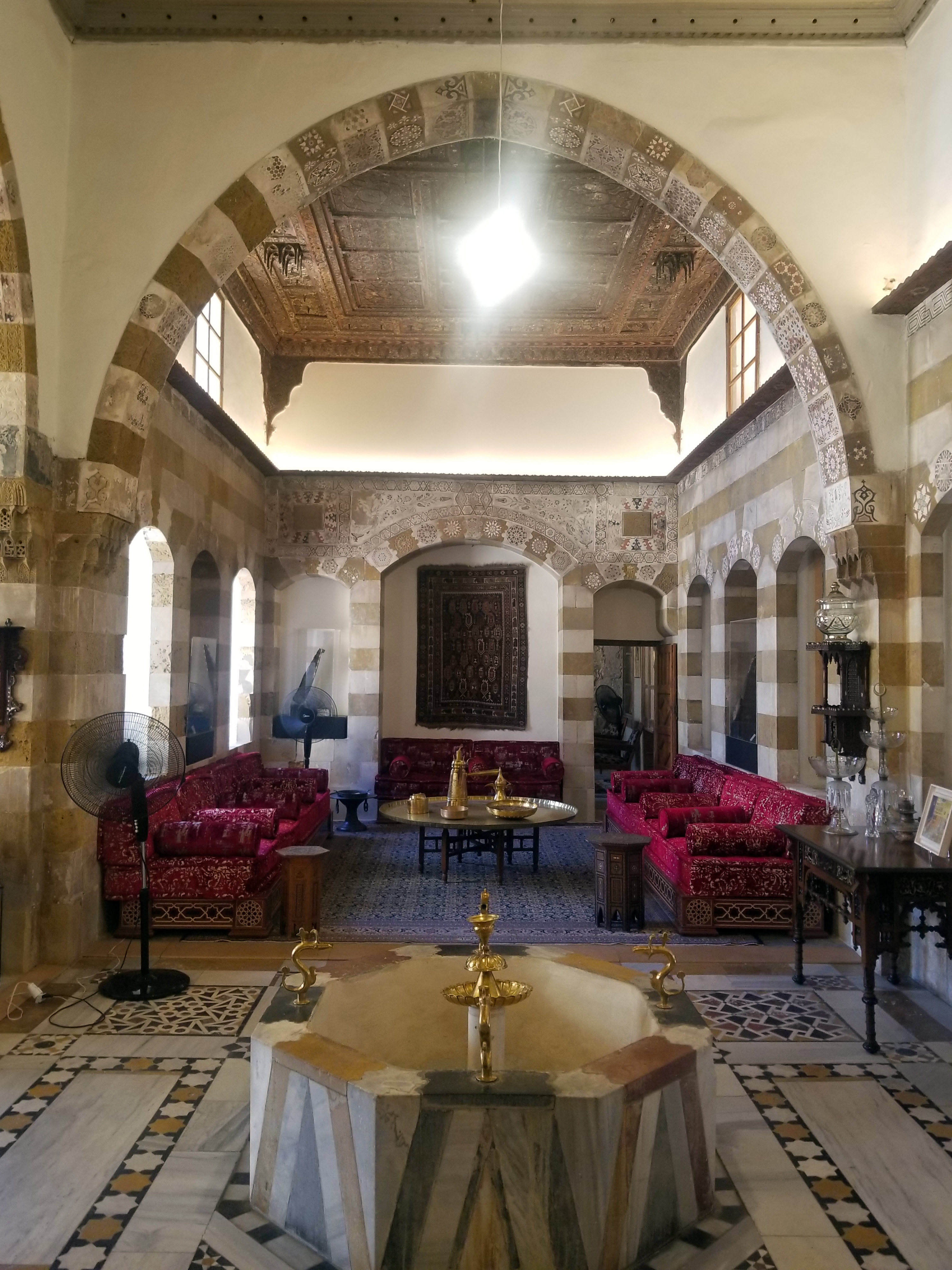
L'une des salles du selamlik au palais Debbane.

En 1856, la famille Sacy acquiert le haremlik, les quartiers du harem situés à l'extrémité est du palais, qu'elle aménage en résidence privée. Trois ans plus tard, en 1859, la partie occidentale du palais, comprenant le selamlik, la salle de réception ottomane, est achetée par Asin Khlat, épouse de Youssef Debbane, un riche sériculteur et négociant en soie. À partir de cette date, la demeure prend le nom de Qasr Debbane, ou palais Debbane, et devient la résidence principale de la famille Debbane jusqu'aux débuts de la guerre civile libanaise en 1976. Durant le conflit, la ville de Sidon subit de nombreux bombardements. Mary Audi-Debbane, alors propriétaire du palais, quitte la ville pour Beyrouth, laissant le bâtiment sans surveillance. En février 1978, des centaines de réfugiés palestiniens, fuyant les affrontements dans la ville de Tyr, occupent le palais. En 1983, le palais subit de nouveaux dégâts et pillages, causés par des miliciens qui y établissent leur quartier général,.
Le palais est inscrit au registre des monuments historiques par le ministère libanais de la Culture en 1968. En 1999, Georges, François, Jean Debbane et Marie Debbane-Naggear renoncent à leurs droits de propriété en tant qu'héritiers, au profit de la Fondation Debbané,. Cette fondation est gérée par un comité composé de représentants de la famille Debbane, du directeur général des Antiquités du Liban, du maire de Sidon et de l'évêque grec-catholique de la ville. En 2000, la Fondation Debbané engage la restauration du palais, pour un coût estimé à environ 2 500 000 dollars,. Le palais ouvre ses portes en tant que musée privé lors du séminaire de l'UNESCO organisé à Sidon en 2001,.

## Architecture

### Généralité

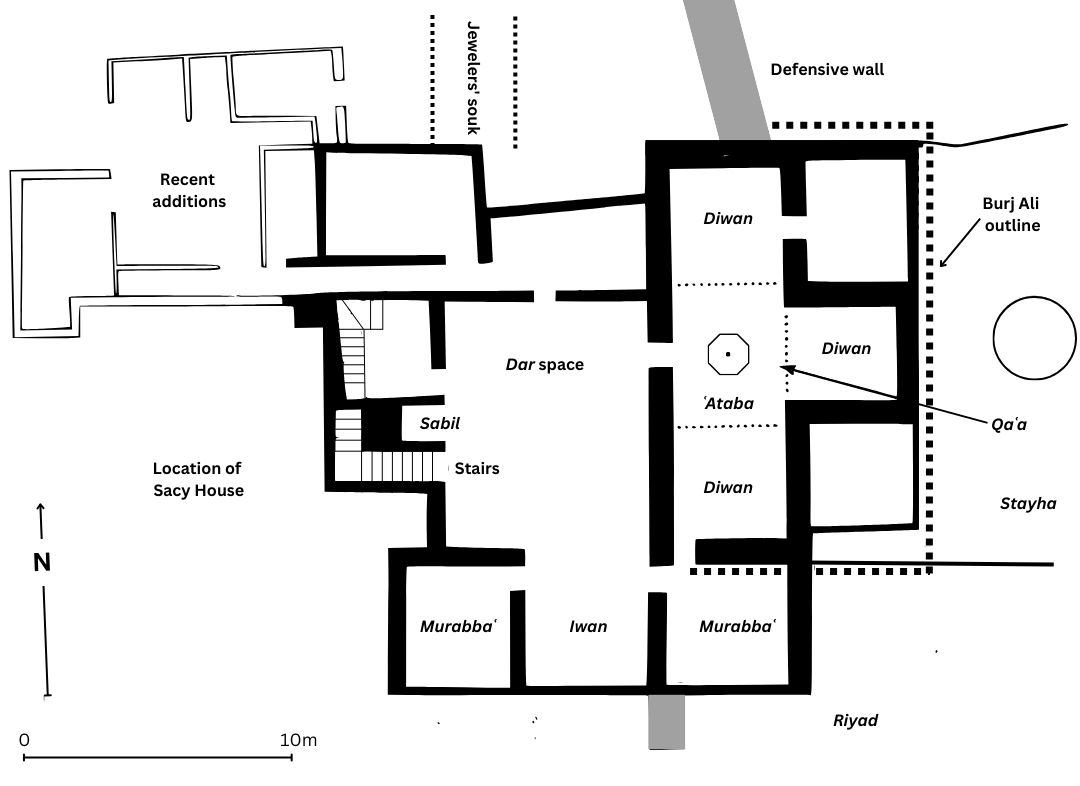
Plan du premier étage du palais Debbané, indiquant les contours de la tour Burj Ali (ligne pointillée à droite), une tour défensive autrefois commandée par Ali Agha al-Hammud, dont elle tire son nom.

L'architecture arabo-ottomane de ce palais du XVIIIe siècle illustre la typologie traditionnelle de la demeure à cour centrale,. Cette conception architecturale privilégie l'intimité en éliminant les ouvertures directes sur la rue, caractéristique fondamentale de l'habitat urbain ottoman. L'organisation spatiale du palais s'articule autour d'une cour surélevée, accessible depuis le souk par un escalier étroit et un porche d'entrée. Le rez-de-chaussée regroupe les fonctions commerciales et de service : boutiques, ancienne écurie et jardin. Une fontaine centrale structure cet espace de distribution vers les différentes ailes du bâtiment. Le selamlik, quartier masculin conservé, abrite les salles de réception et la qa'a damascène principale,,. Cette grande salle en forme de T organise hiérarchiquement l'accueil : le tazar surélevé accueille les invités d'honneur installés sur des divans, tandis que l'ataba, située une marche plus bas, reçoit les hôtes ordinaires,,. L'ancien haramlik privé a été intégré à la demeure Sacy adjacente. La décoration intérieure révèle les techniques ornementales caractéristiques de l'art islamique. L'ornementation ablaq bichromatique alterne les rangées de pierres colorées autour des ouvertures et sur certains murs. Les mosaïques polychromes parent la qa'a, complétées par des muqarnas ornant les naissances d'arcs,. Plusieurs salles préservent leurs plafonds sculptés en cèdre du Liban d'époque. L'iwan nord, flanqué de deux salles de réception carrées (Murabba), complète l'ensemble architectural avec diverses zones de service,,. La marqueterie polychrome sur base de marbre blanc recouvre les sols.

### Rénovations

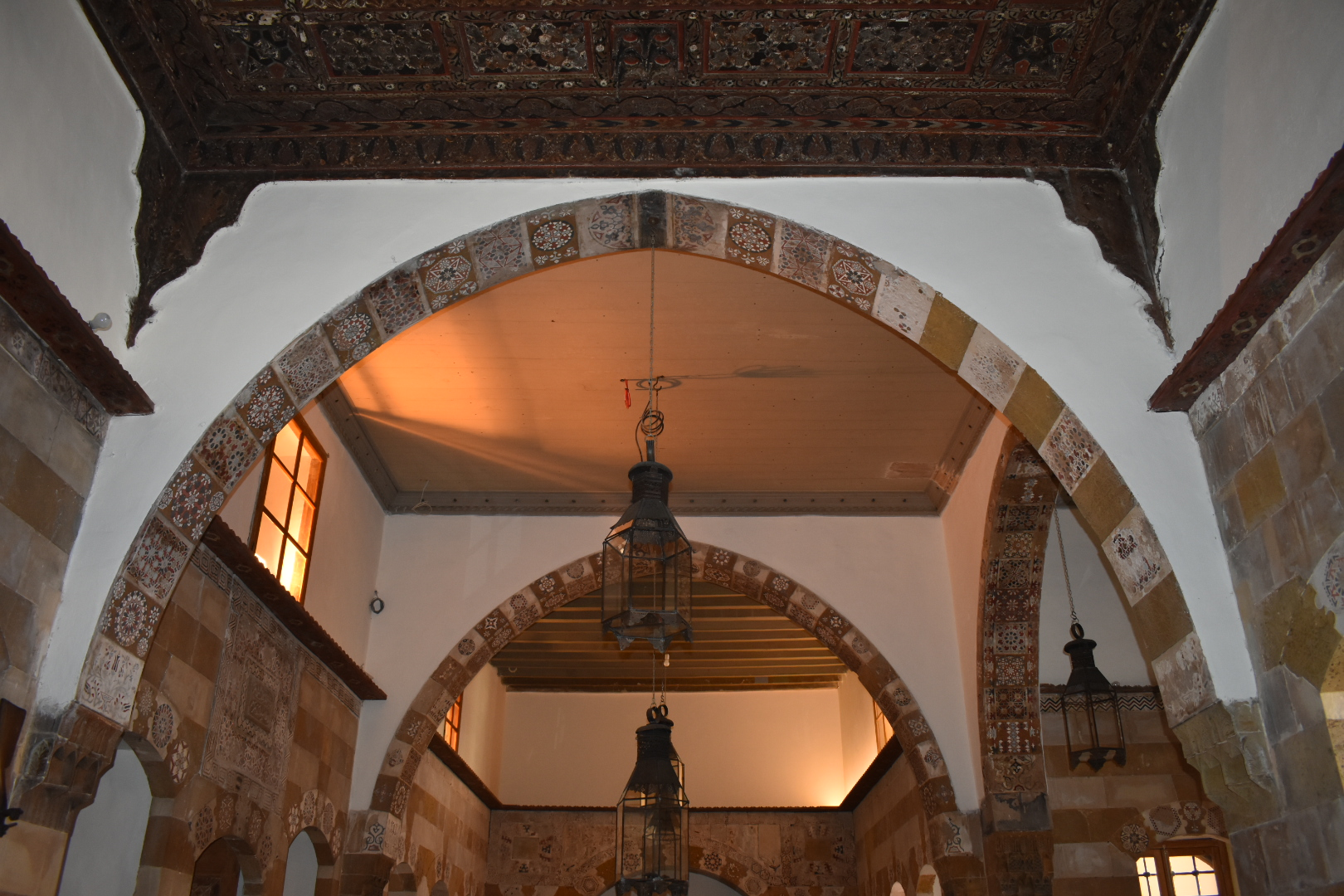
Décorations de plafond et d'arcs de la qaʿa.

Du plan initial du palais datant du XVIIIe siècle, seuls subsistent le selamlik, l'iwan et les espaces de service, le haremlik ayant disparu au cours du XIXe siècle. Pour répondre aux besoins d'une famille en pleine croissance, les Debbané entreprennent entre 1917 et 1920 des rénovations majeures et ajoutent deux niveaux au bâtiment dans un style néoclassique levantin. Cette transformation verticale s'accompagne de l'extension de la cour ouverte par une galerie couverte, dotée d'une toiture à quatre pans en tuiles rouges. Cette galerie nouvelle adopte le style damascène, reconnaissable à ses motifs ablaq alternés qui ornent l'ensemble de ses façades,.
Le troisième étage se caractérise par la présence d'un espace singulier, la tayyara : une structure élancée en forme de tour, surmontée d'un parapet crénelé. Selon l'historienne libanaise May Davie, cette tour-maison évoque la fonction défensive d'origine de l'édifice, intégrée au système urbain de fortifications. La tayyara offre un espace de détente avec une vue panoramique sur la ville de Sidon et son arrière-pays, tout en servant de refuge frais lors des soirées estivales.
L'accès aux nouveaux niveaux s'effectue par un escalier intérieur muni d'une rampe en bois, qui conduit à une passerelle menant au troisième étage. La galerie est entourée de nombreuses fenêtres en arc-boutant, ornées de vitraux polychromes, qui diffusent une lumière colorée et tamisée dans l'ensemble de l'espace.

## Collection et espaces d'expositions
Le rez-de-chaussée du palais Debbane présente des pièces rares et un mobilier authentique qui illustrent l'architecture et le style de la maison ottomane traditionnelle. Parmi ces espaces, les chambres du selamlik exposent une collection d'instruments de musique syrienne incrustés de bois et d'Ivoire, comprenant notamment des ouds et des buzuqs, témoignant du patrimoine musical ottoman. Le musée occupe également six salles d'exposition aménagées dans les chambres à coucher construites au début du XXe siècle. L'une d'elles est dédiée au musée virtuel de la nécropole des rois de Sidon, qui met en valeur des photographies en haute résolution des sarcophages royaux sidoniens. Ces seize sarcophages, découverts en 1887 dans un verger au nord-est de Sidon, près du village de Helalieh, ont été transférés par les autorités ottomanes au musée archéologique d'Istanbul après leur découverte. Parmi les espaces d'exposition figure aussi la bibliothèque du juriste et professeur de droit François Debbane, qui conserve plus de 2 500 ouvrages, dont une cinquantaine de livres rares. Une autre salle retrace l'histoire de la famille Debbane et présente son arbre généalogique. Enfin, la tayyara abrite une collection de films anciens et de photographies historiques de la ville de Sidon, enrichissant ainsi la mémoire visuelle de cette cité.

## Importance architecturale
Selon Davie, le palais se distingue au Liban par son architecture singulière, qui combine des éléments caractéristiques à la fois de l'architecture militaire et domestique, ainsi que des influences décoratives propres à la première période ottomane. Malgré les dégâts causés durant la guerre civile libanaise, la résidence conserve un état de conservation relativement satisfaisant. La sobriété de ses façades et la simplicité de ses formes extérieures contrastent nettement avec l'ornementation intérieure particulièrement raffinée. L'organisation spatiale, la disposition des ouvertures et les matériaux utilisés dans sa construction renforcent son importance architecturale. Davie situe également ce palais au sein d'une tradition architecturale plus large, en le reliant aux résidences aristocratiques d'influence ottomane, construites par les élites locales et les gouverneurs dans plusieurs villes de la région à la même époque. Elle souligne des parallèles significatifs avec les demeures Azem, Jabri et Farhi de Damas. Par ailleurs, au mont Liban, la salle principale du sérail de Deir el-Qamar présente des éléments décoratifs similaires.